# 鳖穆蛭
鳖穆蛭（学名：Mooreotorix cotylifer）为舌蛭科穆蛭属的动物，俗名中华盾蛭。分布于俄罗斯的远东地区以及中国大陆的内蒙古、陕西、山东、河北、北京、江苏、浙江、安徽、江西、湖北、湖南等地，营寄生生活，寄生于鳖的体表。该物种的模式产地在上海。